# بنجامين ديلماس
بنجامين ديلماس (بالفرنسية: Benjamin Delmas)‏ هو راقص على الجليد فرنسي، ولد في 17 مايو 1976 في شالون أن شمباني في فرنسا.

## وصلات خارجية
- بنجامين ديلماس على موقع الاتحاد الدولي للتزلج (الإنجليزية)